# Marder I
Marder I "Marten" (denumit oficial în inventarul armatei germane ca 7,5 cm PaK40/1 auf Geschutzwagen Lorraine Schlepper(f) SdKfz 135) a fost un vânător de tancuri folosit în al Doilea Război Mondial, înarmat cu un tun antitanc de 75 mm. Majoritatea acestor vehicule au fost bazate pe șasiul tractorului/transportorului blindat Lorraine (denumit și  "Tracteur Blindé 37L" în armata franceză). Germania nazistă a capturat mai mult de 300 de vehicule de tipul acesta după victoria asupra armatelor franceze din anul 1940.

## Istorie
Încă din prima parte a Operațiunii Barbarossa, Wehrmachtul a simțit nevoia introducerii unor soluții antitanc mult mai mobile și mai puternice decât tunurile anticar remorcate deja existente sau vânătorul de tancuri Panzerjäger I. Aceste lipsuri au devenit evidente la sfârșitul anului 1941, o dată cu apariția în număr mare a noilor tancuri sovietice T-34 și KV-1.
Ca soluție provizorie, a fost luată decizia utilizării șasiurilor tancurilor depășite (precum Panzer II) sau a vehiculelor capturate (precum Lorraine) pentru construcția unui nou tun antitanc autopropulsat. Rezultatul acestei decizii a fost crearea seriei de vânători de tancuri Marder, înarmați cu un tun antitanc de 75 mm PaK 40, sau un tun antitanc de fabricație sovietică de calibrul 76,2 mm F-22 Model 1936 (capturat în număr mare de armata germană).

## Proiectare

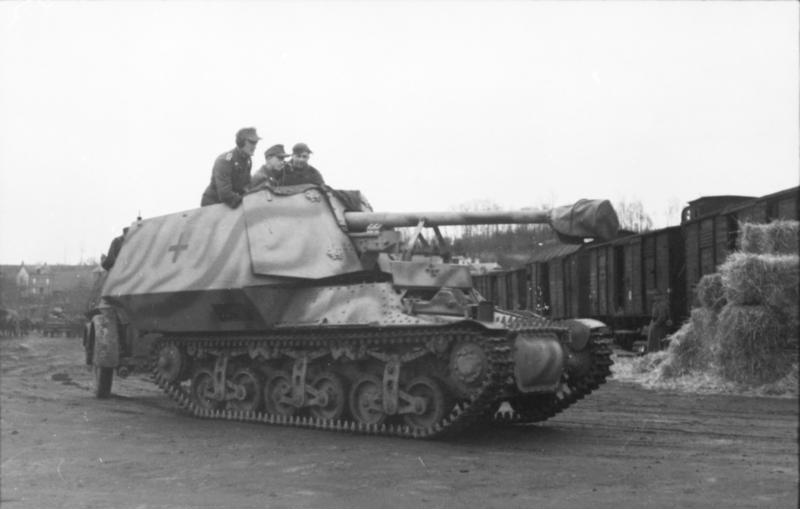
Marder I în 1943

Marder I a fost proiectat în luna mai a anului 1942 și era dotat cu un tun anticar de 75 mm PaK 40 montat pe un șasiu Lorraine. Structura originală a vehiculului Lorraine a fost îndepărtată, tunul fiind montat deasupra. În jurul tunului a fost construită o suprastructură fără plafon, pentru a proteja echipajul și tunul de armele de foc ușoare ale infanteriei.
Între lunile iulie și august 1942, 170 de vehicule Marder I au fost construite pe șasiul Lorraine. Câteva tancuri de fabricație franceză și poloneză, precum Hotchkiss H39 și FCM 36, au fost de asemenea folosite pentru conversie, dar au fost fabricate în număr mic. Aceste variante au fost denumite 7,5 cm Pak 40(Sf) auf Geschützwagen 39H(f) și 7,5 cm Pak 40(Sf) auf Geschützwagen FCM(f).

## Utilizare
Primele vehicule Marder I care aveau la bază șasiul Lorraine au fost trimise pe Frontul de Răsărit în 1942 pentru a fi folosite în cadrul unităților Panzerjäger (vânători de tancuri) ale diviziilor de infanterie. Majoritatea tunurilor antitanc autopropulsate de acest tip au fost folosite însă în Franța. La începutul anului 1944, 131 de vehicule Marder I erau încă în uz pe Frontul de Vest.